# Lindsay Lohan
Lindsay Dee Lohan, född den 2 juli 1986 i New York, är en amerikansk skådespelare, sångerska, låtskrivare och entreprenör.
Lohan blev upptäckt redan som treåring då hon spelade i ett sextiotal reklamfilmer och medverkade som modell för barnkläder. Vid tio års ålder började hennes skådespelarkarriär i en såpopera. Vid elva års ålder fick hon sin första filmroll i nyinspelningen av Disneys Föräldrafällan 1998. Hennes stora genombrott kom år 2004 med huvudrollen i filmen Mean Girls som även gav henne stort utrymme i pressen om hennes professionella och personliga liv – främst hennes uteliv och hennes föräldrars problem.
Som vuxen började Lohan ta fler olika roller i olika projekt, bland annat i Robert Altmans sista film A Prairie Home Companion och Emilio Estevezs kritikerrosade Bobby. Parallellt med 2004 års filminspelning av Herbie: Fulltankad inledde hon sin karriär inom musiken då hon spelade in och släppte sitt första studioalbum, Speak, där hon skrivit fem låtar själv. 2005 släpptes hennes andra album, A Little More Personal (Raw).

## Biografi och karriär
Lindsay Lohan föddes i stadsdelen Bronx i New York och växte upp i Merrick och Cold Spring Harbor på Long Island i delstaten New York. Hon är det äldsta barnet till Dina Lohan (född Sullivan), som påstår att hon arbetat som en så kallad "Rockette" – d.v.s. som medlem i en stor, välkänd dansgrupp som finns i New York. Detta har inte bekräftats eftersom Dina Sullivan inte finns med i några sådana register. Lindsay Lohans far är Michael Lohan, som själv har varit skådespelare vid ett tillfälle. Hon har fem yngre syskon: hennes bror Michael som hade en liten roll som en vilsen lägerdeltagare i Föräldrafällan, hennes syster Ali som har börjat som modell och skådespelerska, hennes halvsyster Ashley Horn som är fotomodell och medieprofil, hennes bror Dakota som även han varit modell, och Landon som hennes pappa har tillsammans med sin nya partner. Lohans släkt är av irländskt och italienskt ursprung, och hon växte upp med katolsk uppfostran. Hon uttalade sitt namn från början som ˈloʊhæn  men bestämde sig 2005 för att uttalet skulle vara ˈloʊən.
Lohans familj var välbeställd; hennes far Michael Lohan hade ärvt sin familjs pastaföretag, vilket han senare sålde. På senare tid arbetade han som investeringsrådgivare på en bank. Lohans mor Dina var analytiker på Wall Street innan hon blev sin dotters manager. Även om familjen hade det bra ställt och Lohan spelade in mycket så gick hon i kommunal skola på Long Island precis innan hon skulle gå ut high school, därefter slutförde hon sina studier hemma.
Det avslöjades år 2004 att Michael Lohan hade suttit i fängelse för bedrägeri. 2005 åkte Michael Lohan åter in i fängelse för olovlig körning och ett försök till överfall. Senare samma år bestämde sig Lohans föräldrar att begära skilsmässa.
Mellan 2008 och 2009 var den brittiska DJ:n Samantha Ronson och Lohan ett par. De har båda vägrat uttala sig om när de började dejta men i september 2008, i radioprogrammet Loveline, sa Lohan för första gången att de var ett par och att det hade pågått ett tag. Förhållandet tog slut i april 2009 men återupptogs därefter för att avslutas en andra gång i juli 2009. Sedan februari 2020 har Lohan ett förhållande med affärsmannen Bader Shammas paret förlovade sig den 28 november 2021 och paret gifte sig den 1 juli 2022.

### Tidiga roller och arbeten
Lohan började sin karriär med Ford Models när hon var tre år, under en tid då blåögda blondiner var aktuella. Lohan var fräknig i ansiktet och hade rött hår när hon började som modemodell. Hon uthärdade den svåra konkurrensen och gjorde mer än hundra bildreklamer för leksakskedjan Toys 'R' Us. Hon var även modell för Calvin Klein Kids (ofta tillsammans med syskonen Michael och Ali) och Abercrombie Kids. Under Lohans äldre tonår figurerade hon i diverse tidningar som Vogue, ELLE, Bliss, Хай Клуб (Bulgarien) och Blenda (Japan).
Lohans första audition för tv gick inte bra; när hon prövades för reklam för Duncan Hines, berättade hon för sin mor att hon skulle ge upp om hon inte fick jobbet. Hon blev anställd och Lohan fick roller i över sextio tv-reklamer. Dessa jobb ledde till roller inom olika såpoperor och hon kallades redan 1996 en "showbusiness-veteran", då hon fick rollen som Alexandra "Alli" Fowler i Another World. I serien "fick hon mer repliker än någon annan tioåring i en dagtidssåpa på den tiden".
Lohan slutade med Another World för att spela in en långfilm när regissören Nancy Meyers gav henne rollen som de två separerade tvillingsystrarna Hallie och Annie som försöker få ihop sina separerade föräldrar Dennis Quaid och Natasha Richardson i Föräldrafällan (eng. The Parent Trap) från 1998. Lohan var elva år när inspelningen av filmen började i England och Kalifornien, USA. "Jag slutade i skolan i åtta månader", berättade hon. "När jag kom tillbaka frågade mina vänner, 'Var har du varit?' och jag svarade, 'Jag och min familj har varit på en lång semester.' När filmen kom ut, sa de, 'Lindsay? Det är du i Föräldrafällan, så sa jag, 'Just ja, jag gjorde också en film när jag var borta.' För att vara en familjekomedi fick Föräldrafällan ett gott mottagande på biograferna och tjänade in 92 miljoner amerikanska dollar världen över. Filmkritikern Janet Maslin tyckte att Lohans dubbelroll var så övertygande "att det verkade som hon hade tagit lektioner från Sharon Stone". Kritikern Kenneth Turan kallade Lohan "filmens själ precis som Hayley Millis var i originalet, och … hon har anpassat sig mer än sin företrädare att skapa två helt olika personligheter.
Lohan hade skrivit på ett kontrakt som gällde tre filmer med Disney, och hon blev erbjuden rollen som Penny i Inspector Gadget, men efter att ha jobbat med Föräldrafällan i sju månader tackade hon nej. Senare fick hon två roller i två tv-filmer, Life-Size (2000) och Get a Clue (2002). Hon spelade också Bette Midlers dotter i det första avsnittet i den kortlivade tv-serien Bette (2002), men Lohan - som då var fjorton år - slutade när produktionen av tv-serien flyttades från New York till Los Angeles. 2001 var hon programledare för ett program som hyllade Walt Disneys hundrade födelsedag och som repriserade Föräldrafällan.
Efter en kort paus från jobb, gick Lohan på sin första filmaudition någonsin och fick då huvudrollen i en annan av Disneys filmer, återinspelningen av Freaky Friday (2003) där hon spelade mot Jamie Lee Curtis som Lohans mamma. I filmen byter mamma och dotter kropp och fastnar där. Kritikern Roger Ebert gillade Lohans sätt att vara seriös, i fokus och dölja sin tonårspersonlighet" medan Carrie Rickey kallade hennes skådespel "oberäkneligt och inspirerat". Med sina 160 miljoner dollar i intäkter världen över, är Freaky Friday Lohans kommersiellt största filmframgång.

## Filmkarriär
Lohan fick huvudrollen i två filmer, Tonårsliv (eng. Confessions of a Teenage Drama Queen), vilket även var hennes första film som inte var en nyinspelning och filmen Mean Girls, båda släppta 2004. Tonårsliv gick hyfsat och spelade in omkring 30 miljoner dollar, men fick dålig kritik. "Trots att hon är en lovande stjärna, måste Lohan göra lite bot innan hon är förlåten för Tonårsliv", skrev Robert K. Elder. Botgöringen kom med Mean Girls, hennes första film utan Disneys medverkan och första som fick åldersgränsen PG-13 i USA. Filmen blev hennes stora genombrott både bland kritikerna och för publiken med intjänade pengar som låg på 128 miljoner dollar.
Mean Girls skrevs av Tina Fey som även skrivit flera delar av Saturday Night Live-avsnitt; Lohan fick förfrågan att vara med i programmet tre gånger, 2004, 2005 och 2006.
Lohan återvände till Disney och spelade in Herbie: Fulltankad (2005), den femte delen i långköraren om Bubblan Herbie. Hennes ökade popularitet gav henne mer möjligheter att välja flera olika filmprojekt, och vid nitton års ålder tyckte Lohan att Herbie skulle hjälpa henne att få mer vuxna roller. "I de flesta av mina andra filmer, så gick jag i high school", berättar hon. "Här har min karaktär precis gått ur college. Det är roligt att få göra något som jag tror kommer accepteras av mina fans som jag skaffade genom mina Disneyfilmer, men samtidigt kommer de se mig åldras och bli mer mogen.". Herbie: Fulltankad spelade in drygt 144 miljoner dollar världen över.
Lohans nästa film som släpptes världen över, Just My Luck, kom till biograferna i maj 2006. Filmen fick dock dålig kritik och spelade bara in 38 miljoner dollar världen över. Nästa månad kom ytterligare en film med Lohan, dock inte som huvudroll, A Prairie Home Companion. Filmen visades på ett begränsat antal biografer och spelade in omkring två och en halv miljon dollar världen över. "Lohan växer för orsaken och levererar en "rock the house-version av Frankie and Johnny", skrev Peter Tavers. Lohan spelade klart Emilio Estevez independentfilm Bobby i december 2005. Filmen fick premiär på Venedigs filmfestival den 5 september, 2006 och på biograferna den 23 november, 2006. Trots positiva recensioner och en stjärnspäckad rollista spelade filmen bara in 19 miljoner dollar. Chapter 27 med Jared Leto färdigställdes i mars samma år men fick aldrig biopremiär i USA (däremot i Europa, Asien och Sydamerika) och blev generellt sågad av kritikerna.
Lohan medverkade sedan i Georgia Rule mot Felicity Huffman och Jane Fonda som släpptes 11 maj 2007. Filmen fick hård kritik och tjänade in totalt 22 miljoner dollar världen över. Därefter gick Lohan vidare till en roll som strippa i I Know Who Killed Me - en film som många såg som 2007 års största filmflopp. Ett exempel på detta är de rekordmånga åtta statyetter som filmen tilldelades vid det årets Golden Raspberry Awards, däribland årets sämsta film och sämsta kvinnliga skådespelare. I det sistnämnda fallet var Lohan till följd av sin dubbelroll i filmen dubbelt nominerad till priset och slog alltså bland annat sig själv. 
2009 spelade Lohan med i komedin Labor Pains.

## Musiken
Lohan hoppades på att bli en så kallad "triple threat" (skådespelerska/modell/sångerska) som hennes idol, Ann-Margret, så hon började visa upp sina sångtalanger i hennes filmer. I filmen Freaky Friday sjöng hon låten i slutet, Ultimate och hon spelade även in fyra låtar för filmen Tonårsliv.
Producenten Emilio Estefan skrev kontrakt med Lohan på fem album 2002. "Samma sekund jag hörde henne sjunga, visste jag att hon var en talang", har han berättat, "och hon har en otrolig förmåga att få kontakt med publiken. Jag är väldigt glad för att få jobba med henne." Lohan lade även till att "jag är omgiven av en grupp med mycket talangfulla personer".
Två år senare skrev Lohan kontrakt med skivbolaget Casablanca Records. Hennes debutalbum Speak släpptes i december 2004 och gick in som bäst som nummer fyra på Billboard 200. Under första delen av 2005 hade albumet sålt platina. Trots att albumet främst var ett pop/rock album så var första singeln Rumors som beskrevs av Rolling Stone som "ett bastungt, arg klubblåt". Videon till singeln innehöll ett sexuellt tema och nådde förstaplatsen på MTVs Total Request Live och fick en nominering för "Best Pop Video" till år 2005 års MTV Video Music Awards' Rumors sålde till slut guld i USA.
"Med bara två hitfilmer i bagaget", skrev Stephen Thomas Erlewine för All Music Guide, "har Lohan bestämt sig för att det var dags att göra om sig till en multimedia och en stjärna inom flera olika genrer... och Speak spelades in snabbt och sprang till affärerna." Han kallade hennes musik "en blandning mellan gammaldags Britney-danspop och arenarocken som slog igenom med de två andra tonårsstjärnorna Hilary Duff och Ashlee Simpson. Hursomhelst, Lohan står ut från dem med sin festattityd och coola röst."
I december 2005 släppets Lohans andra album, A Little More Personal (Raw) och som debuterade som nummer tjugo på Billboard 200 listan, men föll under hundrastrecket sex veckor senare. Recensionerna var hårda, kritiker undrade varför ett album som Lohan spelat in från sitt hjärta blev en sorts "sliskigt popalbum".. Dock belönades A Little More Personal (Raw) med en guldförsäljning den 18 januari, 2006. Musikvideon till albumets första singel, Confessions of a Broken Heart (Daughter to Father) - regisserad av Lohan själv och hennes lillasyster Ali gjorde sin skådespelardebut i videon.
I februari 2006 flyttades Lohan av Universal Music Group från Casablanca till Motown Records I mars berättade hon för tidningen OK! att hon höll på att skriva texter för ett tredje album, ett album som hon kallade "olikt från de två första". I november 2006 skrev tidningen In Style att albumet skulle släppas under julen 2006, något som dementerades.
I maj 2007 berättade Lohan i en intervju med tidningen Nylon att hon planerade att spela in sitt tredje studioalbum i augusti 2007, "Jag vill göra en turné som Madonna. Jag ville göra det som Britney gjorde. Jag ville jobba med Pharrell, Timbaland och Justin Timberlake."

## Mediebevakning

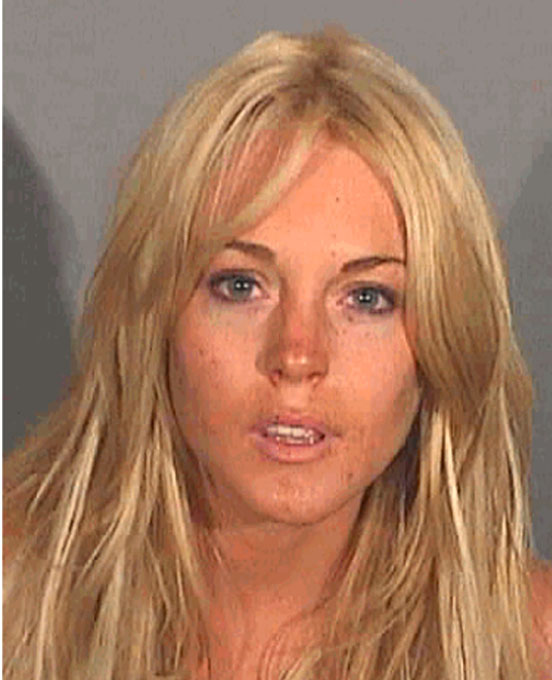
Polisfoto från 2007.

Lohan har ofta porträtterats som en "partytjej" som ofta besökte klubbar tillsammans med Nicole Richie, Paris Hilton och Nicky Hilton och även andra, samtidigt som hon ett flertal gånger blottade sig för paparazzi och flera rykten gick om att hon hade bröstimplantat. ("de är riktiga", hävdade hon) Lohan drev senare om sina rykten under programmet Saturday Night Live.
Lohan var den första levande personen som fick en "My Scene Goes Hollywood"-docka som släpptes av Mattel under 2005. Hon gav även rösten till sig själv på en film som baserade sig på dockorna.
Lohans tre bilolyckor under 2005 och 2007 har skapat stora rubriker. Den första olyckan var en mindre olycka som skapade en buckla, något som dock offren hotade att stämma henne för. Lohan fick lättare skador när en paparazzo som följde efter henne för att ta bilder körde in i henne. Lohan var återigen inblandad i en bilolycka den 26 maj, 2007, och blev arresterad av polisen för att ha kört rattfull. Polisen fann en "användbar" substans som identifierades som kokain på platsen. Två dagar senare skrev Lohan in sig på ett rehabiliteringscenter. Hon hade tidigare varit inskriven på rehabilitering i januari 2007.
Lohan intervjuades för tidningen Allure i mars 2006. Där berättade hon att hon hoppades att hon togs allvarligt som en skådespelerska och lade till "jag hatar när folk kallar mig en tonårsdrottning". Hon kommenterade sina flera romantikrykten med "jag vet nu att jag inte behöver en pojkvän" och sin viktminskning med "jag säger att jag gick genom en fas. Jag gick ned i vikt när jag låg inne på sjukhuset och sen behöll jag det så". Lohan berättade att året 2005 "kändes som fem livstider för jag har vuxit så mycket".

### Fängelse
6 juli 2010 fälldes Lohan av Beverly Hills Municipal Court för att ha brutit emot en villkorlig dom från 2007 till 90 dagars fängelse. Enligt domaren hade Lohan vid upprepade tillfällen uteblivit från olika behandlingar för sitt drogberoende.

### Listor
Lohan röstades fram som nummer tio på listan "Världens 100 sexigaste kvinnor" av läsarna av tidningen FHM 2005. Tidningen Maxim placerade henne på tredjeplatsen på 2006 års "Hot 100 list". Året efter hamnade hon på förstaplatsen på den listan och hon kom på nionde plats 2008.

## Filmografi
| År   | Film                                 | Roll                          | Notering                     |
| ---- | ------------------------------------ | ----------------------------- | ---------------------------- |
| 1998 | Föräldrafällan                       | Hallie Parker / Annie James   | Remake                       |
| 2000 | Life-Size                            | Casey Stuart                  | TV-film                      |
| 2002 | Get a Clue                           | Lexy Gold                     | Disney Channel Original Film |
| 2003 | Freaky Friday                        | Anna Coleman                  | Remake                       |
| 2004 | Confessions of a Teenage Drama Queen | Mary Elizabeth "Lola" Steppe  |                              |
| 2004 | Mean Girls                           | Cady Heron                    |                              |
| 2005 | Herbie: Fully Loaded                 | Maggie Peyton                 |                              |
| 2006 | Just My Luck                         | Ashley Albright               |                              |
| 2006 | A Prairie Home Companion             | Lola Johnson                  |                              |
| 2006 | The Holiday                          | Sig själv                     | Cameo                        |
| 2006 | Bobby                                | Diane Howser                  |                              |
| 2007 | Georgia Rule                         | Rachel Wilcox                 |                              |
| 2007 | I Know Who Killed Me                 | Aubrey Flemming / Dakota Moss |                              |
| 2008 | Chapter 27                           | Jude Hanson                   |                              |
| 2009 | Labor Pains                          | Thea Clayhill                 | ABC Family Original Film     |
| 2010 | Machete                              | April Booth                   |                              |
| 2012 | Liz & Dick                           | Elizabeth Taylor              |                              |
| 2013 | InAPPropriate Comedy                 | Marilyn                       |                              |
| 2013 | Scary Movie 5                        | Lindsay Lohan                 |                              |
| 2013 | The Canyons                          | Tara                          |                              |
| 2014 | Inconceivable                        |                               | Producent                    |
| 2022 | Falling for Christmas                | Sierra Belmont                |                              |
| 2025 | Freakier Friday                      | Anna Coleman                  |                              |

| År   | Titel            | Roll          | Noteringar |
| ---- | ---------------- | ------------- | --- |
| 1996 | Another World    | Alli Fowler   | Soap Opera |
| 2000 | Bette            | Rose Midler   | "Pilot" (Säsong 1, Avsnitt 1) |
| 2004 | King of the Hill | Jenny Medina  | "Talking Shop" (Säsong 8, Avsnitt 22) |
| 2005 | That '70s Show   | Danielle      | "Mother's Little Helper" (Säsong 7, Avsnitt 7) |
| 2008 | Ugly Betty       | Kimmie Keegan | "Jump" (Säsong 2, Avsnitt 18, uncredited) "The Manhattan Project"(Säsong 3, Avsnitt 1) "Granny Pants"(Säsong 3, Avsnitt 5) "Ugly Berry"(Säsong 3, Avsnitt 6) |

## Diskografi
| Studioalbum - 2004: Speak - 2005: A Little More Personal (Raw) |

| Singlar - Speak 2004-2005: 1. Rumors 2. Over 3. First - A Little More Personal (RAW) 2005: 1. Confessions of a Broken Heart (Daughter to Father) 2. I Live for the Day - På inget album : 1. Bossy | Övriga singlar - Ultimate (Freaky Friday Soundtrack 2003) - Drama Queen (That Girl) (Tonårsliv soundtrack 2004) |